# Janko Furlan
Janko Furlan, slovenski učitelj, publicist in gospodarski organizator, * 9. april 1888, Mavhinje, Avstro-Ogrska, † 26. julij 1967, Nabrežina, Republika Italija.

## Življenje
Rodil se je v družini kmetov Simona Furlana in Helene Pernarčič v Mavhinjah pri Sesljanu. Po končani ljudski šoli v rojstnem kraju je leta 1907 maturiral na učiteljišču v Kopru. Kot učitelj in šolski upravitelj je služboval v Stomažu pri Sežani (1907−1909) in Temenici na Krasu (1909−1914). Od avgusta 1914 do januarja 1918 je bil v vojaški službi. Po končani vojni je bil v letih 1918−1922 učitelj v Šempolaju pri Sesljanu, od tam je odšel za učitelja v Nadanje selo pri Pivki (1922−1926). Nato je bil tajnik Mlekarske zadruge v Ilirski Bistrici. Tej službi pa se je moral zaradi pritiskov italijanskih fašistov odpovedati. Da bi se izognil konfinaciji je z družino pobegnil v Jugoslavijo. Dobil je službo učitelja v Lendavi (1928−1930), nato se je z družino preselil v Maribor kjer je poučeval na 3. deški osnovni šoli. Po nemški okupaciji aprila 1941 je bil z družino pregnan v Banjaluko kjer je ostal do konca vojne. Po osvoboditvi se je vrnil v Slovenijo. V Ajdovščini je dobil službo referenta na oddelku za zadružništvo Pokrajinskega narodnoosvovodilnega odbora, ob koncu leta 1945 pa je postal načelnik oddelka za zadružništvo pri Pokrajinskem narodnoosvovodilnem odboru v Trstu. Septembra 1948 je stopil v pokoj. 
Furlan je pričel prve članke objavljati po prvi svetovni vojni; najprej v listu Delo (1920). Objavljal pa je tudi v Edinosti, Novem rodu in drugih listih. Leta 1929 je izdal knjigo Danska in Danci. Napisal je tudi knjigi Pouk v kmetijstvu in Kemija za mlade kmetovalce, ki pa sta ostali v rokopisu.